# Mosquée Hadji Rufai bey
 (signalé en juin 2025).
Si vous disposez d'ouvrages ou d'articles de référence ou si vous connaissez des sites web de qualité traitant du thème abordé ici, merci de compléter l'article en donnant les références utiles à sa vérifiabilité et en les liant à la section « Notes et références ».
- Archive Wikiwix
- Bing
- Cairn
- DuckDuckGo
- E. Universalis
- Gallica
- Google
- G. Books
- G. News
- G. Scholar
- Persée
- Qwant
- (zh) Baidu
- (ru) Yandex
- (wd) trouver des œuvres sur Wikidata

Pour les articles homonymes, voir Rufai.
La mosquée Hadji Rufai bey est une mosquée située à Nakhitchevan en Azerbaïdjan.

## Histoire
La mosquée Hadji Rufai bey, située à Nakhitchevan, a été construite au XVIIIe siècle.